# Sonja Sekula
Sonja Sekula (* 8. April 1918 in Luzern; † 25. April 1963 in Zürich) war eine Schweizer Künstlerin, die lange Zeit in New York lebte und arbeitete. Sie verkehrte in den Kreisen der aus Europa emigrierten Künstlerinnen und Künstler des Surrealismus und nach ihrem Studium am Sarah Lawrence College im Umfeld des sogenannten Abstrakten Expressionismus.

## Leben
Sonja Sekula wurde als Tochter der Luzernerin Berta Huguenin (1896–1980) und des ungarischen Vaters Béla Sekula (1881–1966) geboren.
1935 verliebte sich die 17-jährige Sekula in die Schriftstellerin Annemarie Schwarzenbach und begann eine Beziehung mit ihr. 1936 emigrierte die Familie jedoch nach New York.
Ab 1937 erhielt Sekula private Malereistunden bei George Grosz. Im selben Jahr begann sie ein Studium der Kunst und Literatur am Sarah Lawrence College, das sie 1939 wegen psychischer Probleme abbrechen musste. Ab 1941 studierte sie an der Art Students League in New York. In dieser Zeit hatte sie Kontakt mit den im amerikanischen Exil lebenden Surrealisten um André Breton, der ihre automatistischen Texte und Bilder schätzte. Eine Beziehung mit der surrealistischen Künstlerin Alice Rahon scheiterte, als diese zu ihrem Ehemann zurückkehrte. Sekula wurde ab 1943 verschiedentlich eingeladen, an Ausstellungen in Peggy Guggenheims Galerie Art of This Century teilzunehmen. 1946 richtete Guggenheim ihre erste Einzelausstellung aus, die auf vielversprechende Resonanz stiess.
Von 1948 bis 1957 wurde Sekula durch Betty Parsons Galerie vertreten und daher dem abstrakten Expressionismus zugeordnet. An die ihre früheren Erfolge konnte sie jedoch nicht mehr anknüpfen.
Sekula erlitt immer wieder psychische Zusammenbrüche, wurde mehrfach hospitalisiert und in den USA unter anderem wegen homosexueller Neigungen therapiert. Ab 1955 konnte sich die Familie die hohen Behandlungskosten in den USA nicht mehr leisten und kehrte dauerhaft in die Schweiz zurück.
Als homosexuelle Frau fühlte sich Sekula im Schweizer Kontext eingeengt.
Sie starb am 25. April 1963 durch Suizid in ihrem Zürcher Atelier.
Sekula wurde gemäss ihrem Wunsch in St. Moritz auf dem Friedhof Somplatz beerdigt (SEK. 5 Nr. 249).

## Arbeit
Sonja Sekula wurde von den Galeristinnen Peggy Guggenheim, später von Betty Parsons repräsentiert. Ihre oftmals kleinformatige Kunst, ihre Papierarbeiten, Collagen und zahlreichen Gedichte zeichnen sich durch wechselnden Stil und konstante Selbstbefragung aus. Sonja Sekulas Kunst ist u. a. in den öffentlichen Sammlungen Kunstmuseum Winterthur, Kunstmuseum Luzern, Kunsthaus Zürich und Museum of Modern Art New York vertreten.

## Ausstellungen
- 1943: Exhibition by 31 Women Art of This Century Gallery, New York[5]
- 1948: Betty Parsons Gallery, New York
- 1953: Nine Women Painters. Bennington College, Bennington, Vermont
- 1957: Galerie Palette, Zürich
- 1996: Kunstmuseum Winterthur (1. Juni bis 11. August)
- 1996: Sonja Sekula (1918–1963): A Retrospective.[6] Swiss Institute, New York, USA (12. September – 26. Oktober)
- 2016: Sonja Sekula, Max Ernst, Jackson Pollock & Friends. Kunstmuseum Luzern[7]
- 2017: Sonja Sekula: A Survey[8] . Peter Blum Gallery, New York
- 2022: Sonja Sekula (1918–1963). Galerie Müller, Basel